# Jozef Biely
Jozef Biely (* 1949) je bývalý československý fotbalista, záložník.

## Fotbalová kariéra
V československé lize hrál za TŽ Třinec. Nastoupil ve 32 ligových utkáních. Gól v lize nedal.

## Ligová bilance
| Ročník                                   | Zápasy | Góly | Klub      |
| ---------------------------------------- | ------ | ---- | --------- |
| 1. československá fotbalová liga 1974/75 | 7      | 0    | TŽ Třinec |
| 1. československá fotbalová liga 1975/76 | 25     | 0    | TŽ Třinec |
| 2. československá fotbalová liga 1976/77 | -      | -    | TŽ Třinec |
| Česká národní fotbalová liga 1977/78     | -      | -    | TŽ Třinec |
| Česká národní fotbalová liga 1978/79     | -      | -    | TŽ Třinec |
| CELKEM 1. liga                           | 32     | 0    |           |